# 蕭華 (NBA)
蕭華（1962年4月25日—），NBA總裁。於1992年開始為NBA工作，曾任大衛·斯特恩的特別助理，NBA高級行政長官，副總裁。2003年被《時代雜誌》和CNN列為全球最具影響力的商務人士之一。2014年2月1日接替大衛·斯特恩擔任NBA總裁。

## 早年
蕭華出生於紐約市威徹斯特縣的一個猶太家庭，是普士高律师事务所（Proskauer Rose）律師合夥人的兒子。從很小的時候，蕭華是紐約尼克隊球迷。
他畢業於黑麥高中，然後在1984年從杜克大學畢業，他是Phi Delta Theta聯誼會的成員。他1984年至1985年曾擔任美國眾議員萊斯奧科的立法助理。他在1988年獲得了芝加哥大學法學學位。
加盟NBA之前，他曾工作于柯史莫律师事务所（Cravath, Swaine & Moore），在紐約一家律師事務所訴訟聯營公司。蕭華也曾擔任美國地方法院紐約南區一位聯邦法官的法律助理。

## 職業生涯
蕭華在1992年開始在NBA工作，在擔任現在總裁職務之前，蕭華擔任過委員助理，員工主席，NBA娛樂公司的副總裁和總裁。蕭華並曾擔任iMax電影Michael Jordan to the Max的執行製作，以及TNT紀錄片Whatever Happened to Micheal Ray?的執行製作。他還參與了Like Mike和Year of the Yao。
在2003年，蕭華被時代雜誌和CNN譽為全球最有影響力商人之一；他也被多次被The Sporting News譽為運動界百大最有影響力。

## NBA總裁生涯
2012年10月25日，大卫·斯特恩宣布自己将于2014年2月1日卸任NBA总裁，蕭華将接替这项职务。
2014年4月29日，蕭華宣布洛杉磯快艇老闆唐納德·斯特林終身禁止參與NBA事務，因为斯特林在与其女友在通话中讲了带有明显种族歧视倾向的话语并被录音和公开。此外，他被罰NBA最高額罰款250萬美元，並呼籲業主投票，剥夺斯特林所持有的快船队所有权。（註：過去開過這種嚴厲處分多為打假球或禁藥因素）
NBA季後賽原本東西區各三個分組龍頭都會保障前四名種子，但在2015年6月26日新制上路後，東西區八強將完全按照戰績排名，分組龍頭不再享有優勢。以2014-2015球季西北組龍頭波特蘭拓荒者為例，在一開始的制度下，他們會是西區第三，現行制度則是第四，而新制則會是第六。這制度對於像西南組這種地獄分組來說是比較公平一些，若以2014-2015球季成績套用新制，西區前五名會有休士頓火箭（第二）、曼非斯灰熊（第四）、聖安東尼奧馬刺（第五）等三隊是西南組球隊。
2015年，蕭華已就西強東弱的NBA畸形問題發表意見，指自己不希望見到這個問題再持續下去，將大大影響NBA的競爭性和觀賞性。他指出「現時的制度確實產生不平衡、亦對球隊不公平，很多球會老闆已經對此表達不滿。」因此他對考慮季後賽改制持開放態度，建議包括廢除分岸制與仿傚NFL的外卡制等，以前者最廣為人知。但他亦承認廢除分岸制的推行難度極高，如賽制的安排等，因此短期內改制的可能性不大。事實上，在過去十數年，NBA的西強東弱問題已產生，過往有若干年份的西岸决赛或者半决赛的矚目程度更勝總決賽，如2002年的帝王對湖人（西部决赛）、2003年的馬刺對小牛（西部决赛）、2007年的馬刺對太陽（西部半决赛）、2018年的勇士對火箭（西部决赛）等。以致於近年，由於東岸球隊無明顯足夠強勁競爭對手的關係，勒布朗·詹姆斯的球隊已經連續多年（2011-2018）壟斷了東岸冠軍，拿下其中三座總冠軍。反之，西岸強隊為眾，如勇士、馬刺、小牛、雷霆、快艇、火箭、等均在過去八年（2011-2018）內有問鼎總冠軍的能力，其中西冠這方面就產生了四隻不同球隊，東岸的爭冠球隊變化則乏善可陳。從勝率上來說，西岸的球隊勝率亦大於東岸球隊。
2017年宣佈，在2018年NBA全明星賽中，主比賽活動放棄一直以來的東西岸對打抗賽，改為由東岸及西岸的票王擔任隊長，並從經投票和專業評選後得出的東西岸各12人中，輪流抽選隊員。首屆新制的明星賽結果由勒邦占士和史提芬居里分別出任東西岸的隊長。由於蕭華曾指出正積極研究廢除季後賽分岸制，因此媒體普遍認為這次明星賽的改制是為了最快2019/20年的季後賽改制可行性鋪路並「試水溫」。結果這次比賽獲得很多讚美聲音，相信為將來潛在的季後賽改制打下強心針。此外，他亦表示於2019年NBA全明星賽，隊長在「揀蟀」的過程會以電視直播的方式公開。
NBA在2019年樂透抽籤儀式最大的改變，就在於將過去戰績最差的球隊，獲得狀元籤的機率由過去接近4分之1，降為戰績最糟的三支球隊獲得狀元籤的機率同為百分之14，而這也讓鵜鶘意外在今年獲得狀元籤，反觀戰績最差的尼克僅拿下第三順位籤。

## 言論與爭議
- 2019年10月，蕭华就休斯頓火箭隊總經理达雷尔·莫雷发表挺港言论时表示“我也读到一些媒体暗示我们不支持莫雷，但事实上我们支持（莫雷）。作为一家基于价值观的组织，我要明确表示，支持莫雷的方面是，让他能够行使他的言论自由”[7]。10月8日，中央广播电视总台央视体育频道发布声明，决定立即暂停NBA的赛事转播安排，令NBA在中国大陆损失数百万美元[8]。蕭华接受《时代》杂志专访时，明确表态捍卫言论自由的立场，「我们是美国的公司，无论我们到哪里，美国的价值观都与我们同在。其中一种价值观就是表达的自由，我们希望确保每个人都理解，我们支持发声的自由」愿意承受一切损失[9]。